# WASP
WASP je severoamerický sociologický pojem pocházející z akronymu slovního spojení White Anglo-Saxon Protestant (bílý anglosaský protestant), přičemž písmeno W může znamenat také Wealthy, tj. „bohatý“. Používá se často v hanlivém smyslu k označení osob většinou bílé pleti pocházejících ze zámožných rodin, kde bohatství přetrvává po několik generací. Spadá také do širší kategorie establishmentu, tj. vládnoucí třídy.
Použití slova se rozšířilo i v anglicky mluvících součástech bývalého britského koloniálního impéria, např. v Austrálii, kde by bylo zbytečné W, pokud znamená White (bílý), protože anglosasové jsou pouze běloši. Je ale možné být bílý protestant a přitom nebýt Anglosas, např. Ir, Velšan nebo Skot. WASP zde slouží k nábožensko-rasovému odlišení příslušníků velmi specifické vládnoucí třídy v bývalých britských koloniích a jejich následovníků.